# 이시종
이시종(李始鍾, 1947년 4월 18일~)은 대한민국의 공무원 출신 정치인이다. 제33·34·35대 충청북도지사, 제17·18대 국회의원, 제22·28·29·30대 충주시장를 역임하였다.

## 학력
- 1960년 덕신국민학교 졸업
- 1963년 충주중학교 졸업
- 1966년 청주고등학교 졸업
- 1967년~1971년 서울대학교 정치학 학사

## 경력
- 제10회 행정고등고시 합격
- 충청북도청 세정과장
- 내무부 사무관
- 강원도청 기획담당관
- 내무부 행정담당관
- 제35대 영월군수
- 대통령비서실 건설교통행정관
- 충청남도청 기획관리실장
- 제22대 충주시장
- 충청북도청 기획관리실장
- 국무총리 행정조정실 심의관
- 내무부 지방기획국장
- 내무부 지방자치기획단장
- 1995년 7월~2003년 12월: 제28·29·30대 충주시장
- 2004년 5월~2010년 4월: 제17.18대 국회의원(충북 충주시)
- 국회 농림해양수산위원회 위원
- 국회 예산결산특별위원회 위원
- 국회 규제개혁특별위원회 위원
- 국회 산업자원위원회 위원
- 국회 건설교통위원회 위원
- 열린우리당 원내부대표
- 열린우리당 지방선거제도정책기획단 단장
- 열린우리당 여성농업인 특별위원회 위원장
- 열린우리당 지방자치발전특별위원회 위원장
- 열린우리당 정책위원회 부의장
- 국회 독도수호 및 역사왜곡대책특별위원회 간사
- 민주당 충북도당 위원장
- 국회 지방자치연구포럼 대표의원
- 국회 기후변화대책특별위원회 위원
- 2010년 7월~2022년 6월: 제33·34·35대 충청북도지사
- 2014년 7월~2015년 10월: 제8대 전국시도지사협의회 회장
- 한국무술총연합회 회장
- 한국상하수도협회 수질관리과장(선출직)

## 역대 선거 결과
|  | 42.05% |

|  | 62.15% |

|  | 56.67% |

|  | 51.59% |

|  | 48.04% |

|  | 51.22% |

|  | 49.75% |

|  | 61.15% |

## 소속 정당
| 소속 정당 | 소속 정당      | 소속 기간 | 비고                |
| --------- | -------------- | --------- | ------------------- |
|           | 민주자유당     | 1995      | 정계 입문           |
|           | 신한국당       | 1995~1997 | 당명 변경           |
|           | 한나라당       | 1997~1998 | 합당                |
|           | 무소속         | 1998      | 탈당                |
|           | 한나라당       | 1998~2004 | 복당                |
|           | 무소속         | 2004      | 탈당                |
|           | 열린우리당     | 2004~2007 | 입당                |
|           | 무소속         | 2007      | 탈당                |
|           | 대통합민주신당 | 2007~2008 | 창당                |
|           | 통합민주당     | 2008      | 합당                |
|           | 민주당         | 2008~2011 | 당명 변경           |
|           | 민주통합당     | 2011~2013 | 합당                |
|           | 민주당         | 2013~2014 | 당명 변경           |
|           | 새정치민주연합 | 2014~2015 | 합당                |
|           | 더불어민주당   | 2015~현재 | 당명 변경 정계 은퇴 |

## 같이 보기
- 충주시 (1996년 선거구)
- 충주시의 국회의원
- 충주시장
- 영월군수
- 충청북도지사